# Lister
Pour les articles homonymes, voir Lister (homonymie).
Lister est un petit constructeur de voitures de sport et de course britannique implanté à Cambridge, créé en 1954 par le pilote de course Brian Lister sous le nom de George Lister & sons. Il a été re-fondé en 1986 sous le nom Lister Cars. Ses modèles les plus célèbres sont la Lister-Jaguar (1958), la Lister Storm (1993) et la Lister Storm LMP (2005).

## George Lister & sons
En 1954, Bryan Lister fait construire à l'entreprise de ferronnerie familiale George Lister & sons la première Lister-MG, inspirée des Cooper avec un châssis tubulaire et des freins à tambour in-board. La voiture est présentée au Trophée de l'Empire Britannique avec Archie Scott Brown, mais n'obtient pas de résultat. Le moteur est alors remplacé par un Bristol 2 litres, et Scott Brown remporte la victoire en catégorie moins de deux litres à Silverstone, n'étant même devancé au classement général que par les Aston Martin d'usine. Durant le reste de la saison, la Lister-Bristol bat régulièrement les Maserati, Cooper, Jaguar C-Type et Lotus-Bristol qui lui sont opposées ; seules les Aston Martin restent intouchables.
En 1955 sort une nouvelle Lister-Bristol, dessinée à l'aide d'une soufflerie, mais la réussite est moindre que l'année précédente.
En 1956, Lister adopte alors un moteur 6 cylindres Maserati A6GCS de Formule 2 pour ses voitures d'usine. La Lister-Maserati renoue ainsi avec le succès, tandis que les clients se voient toujours proposer le moteur Bristol. Une Lister-Coventry Climax de Formule 2 est essayée, mais c'est un échec.
En 1957, sort la Lister-Jaguar, équipée d'un 6 cylindres en ligne de Jaguar D-Type et d'une carrosserie aérodynamique en aluminium. Capable d'accélérer de 0 à 160 km/h en 11,2 s, elle permet à Lister de remporter enfin la victoire sur Aston Martin.
En 1958, la Lister-Jaguar est encore améliorée, sa carrosserie tourmentée lui valant le surnom de « Knobbly ». Elle remporte des succès contre Aston-Martin et Ferrari, aux mains d'Archie Scott Brown et de Masten Gregory, jusqu'à l'accident fatal de Scott Brown à Spa. Une nouvelle voiture est ensuite produite, la Lister-Chevrolet à moteur de Corvette. En 1959, Lister engage un nouvel ingénieur, Franck Costin, « le meilleur aérodynamicien du marché », qui produit une voiture plus aérodynamique, la Lister-Costin. Neuf exemplaires en seront produits, deux à moteur Jaguar, et sept autres équipés d'un V8 Chevrolet par les importateurs américains, Jim Hall et Carroll Shelby. Malgré ses qualités, la Lister-Costin n'est pas de taille à battre les nouvelles Cooper à moteur arrière, et Lister cesse son activité de constructeur.

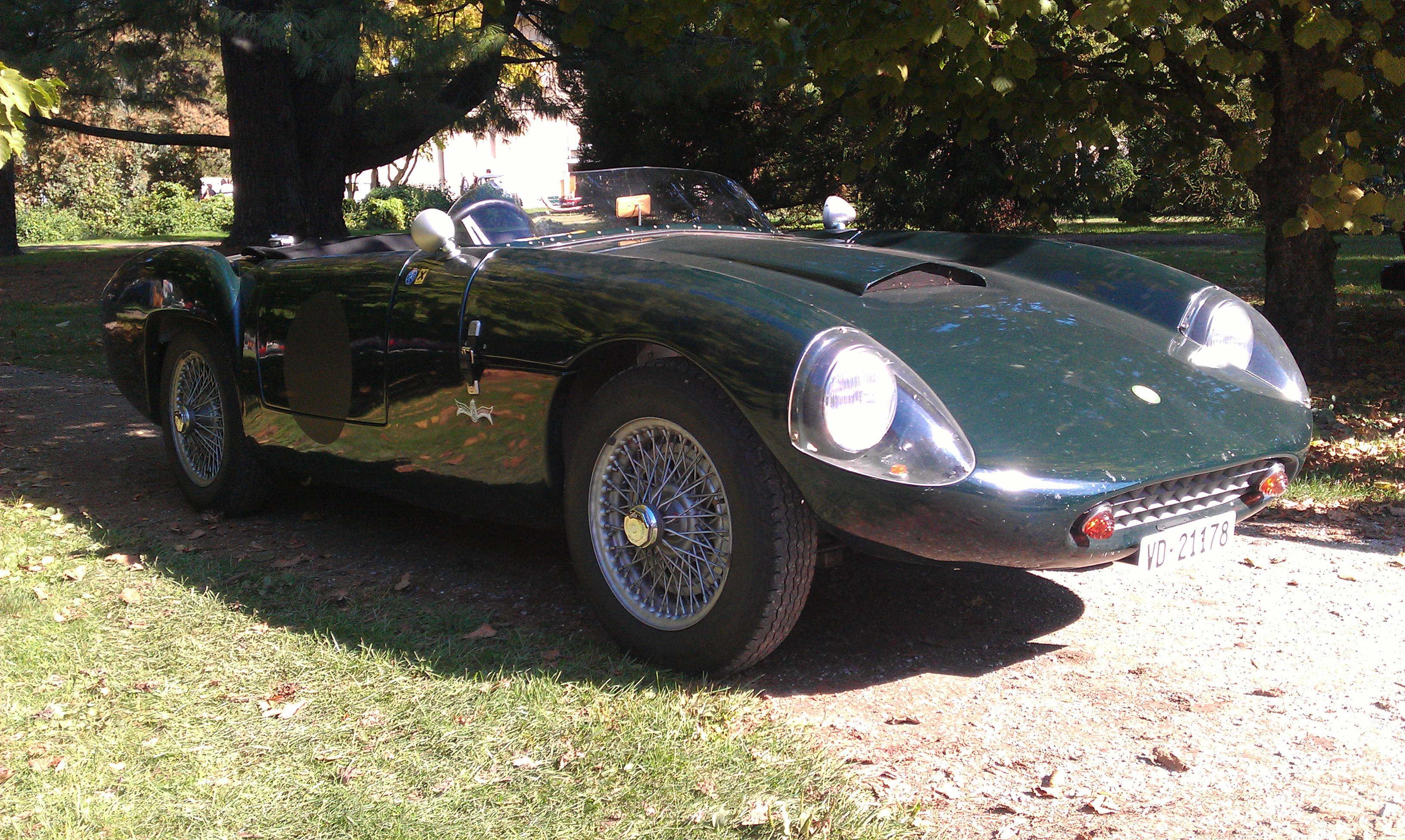
Lister-MG
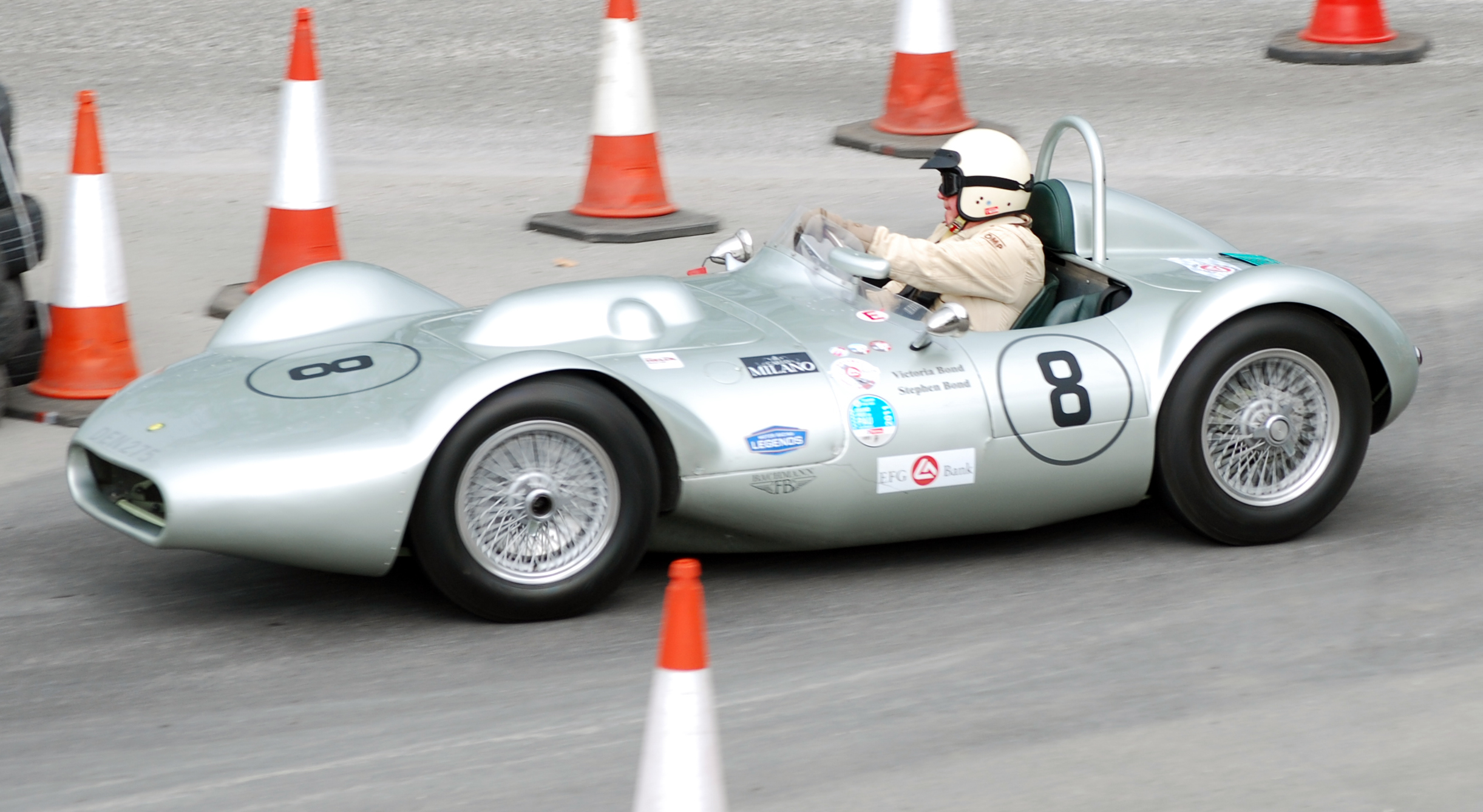
Lister-Bristol
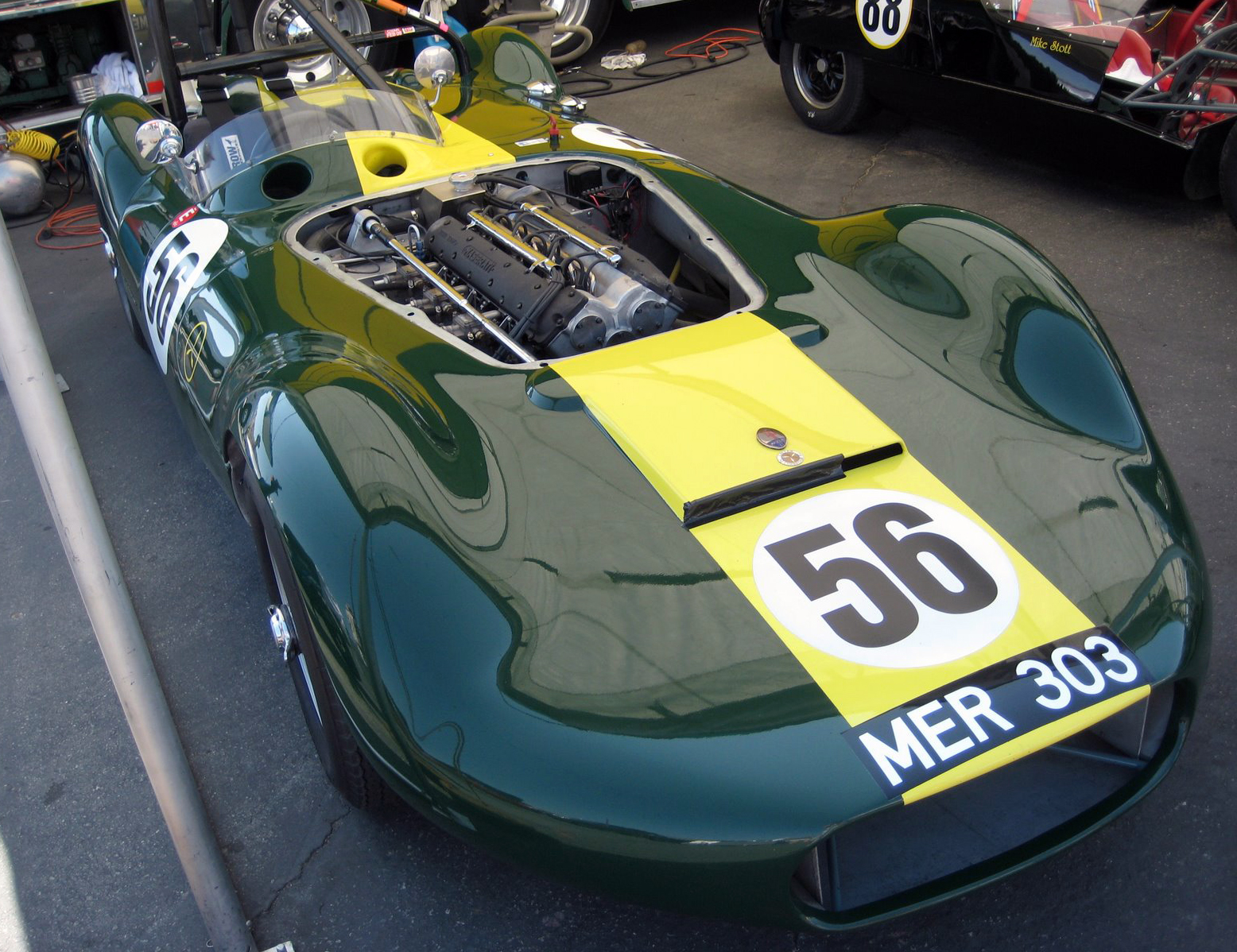
Lister-Maserati
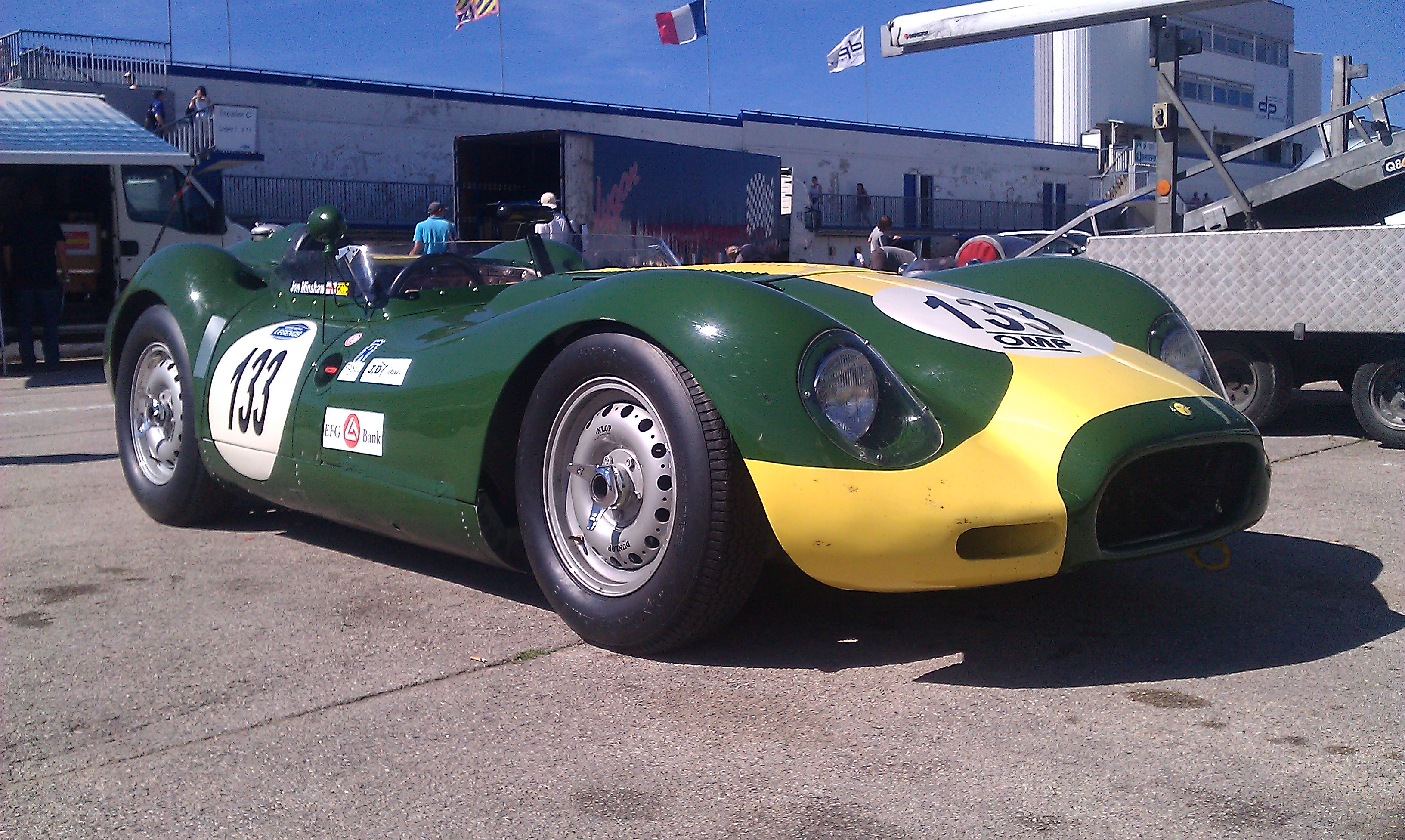
Lister-Jaguar Knobbly
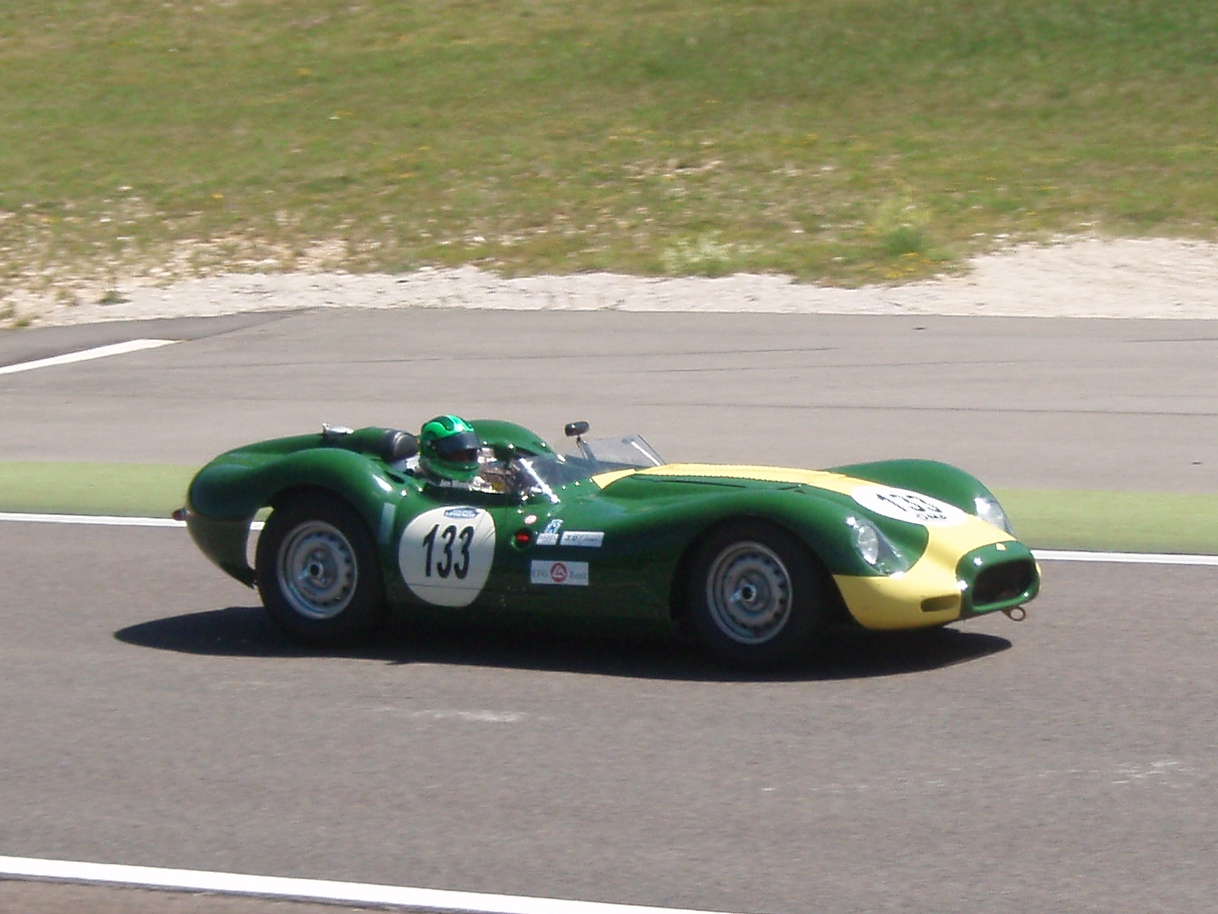
Lister-Jaguar Knobbly
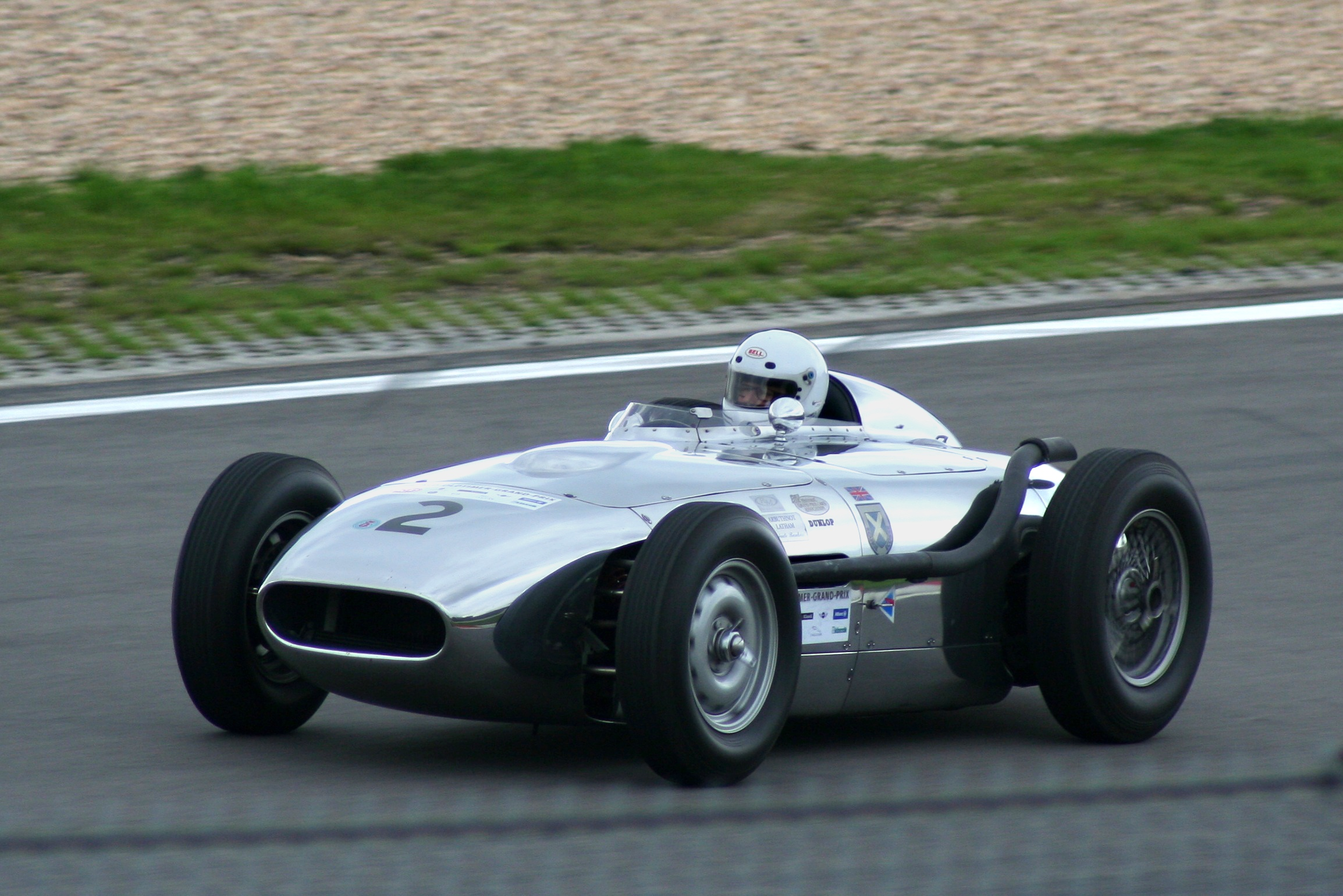
Lister-Jaguar Monzanapolis de l'Ecurie Ecosse
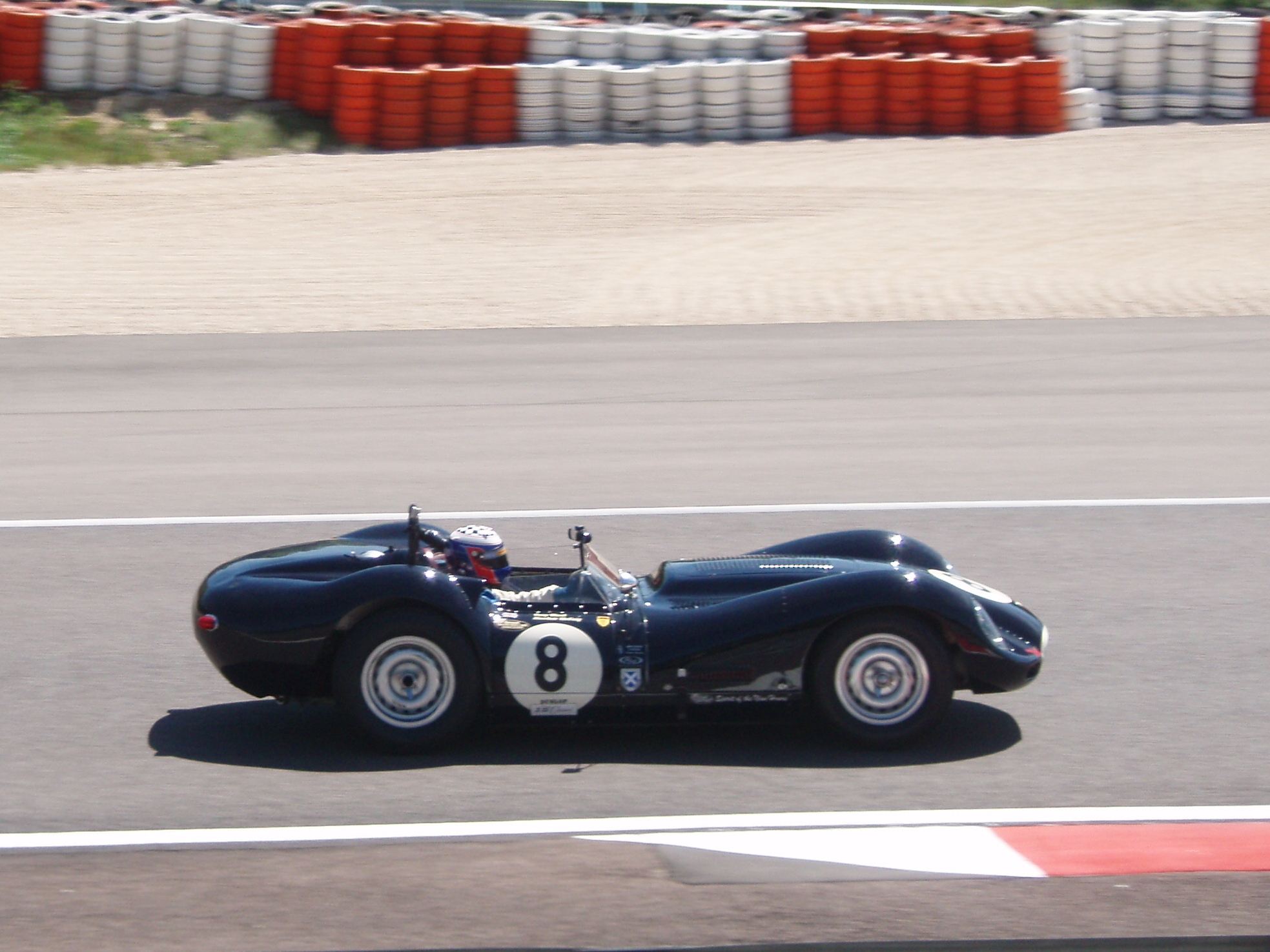
Lister-Jaguar Knobbly de l'Ecurie Ecosse
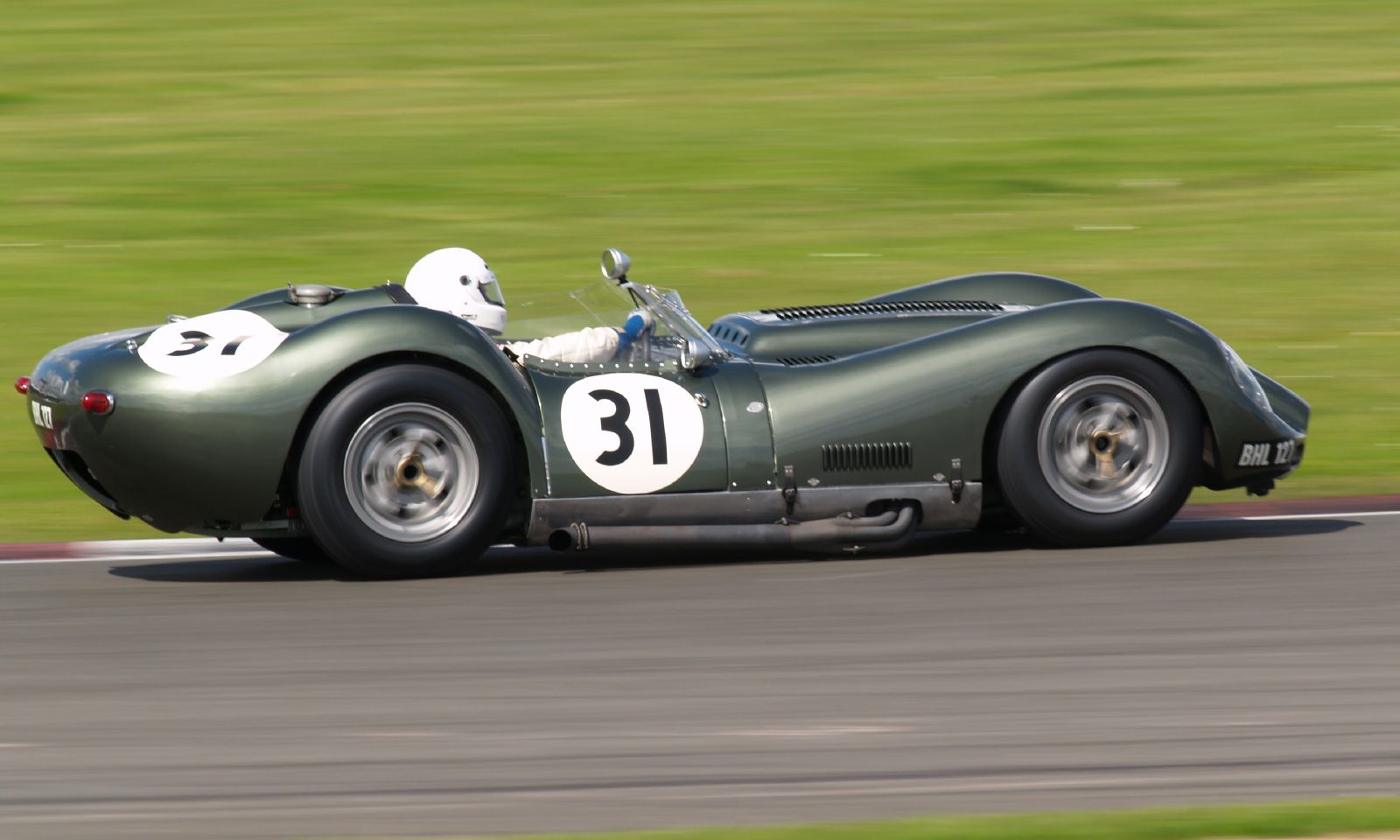
Lister-Chevrolet
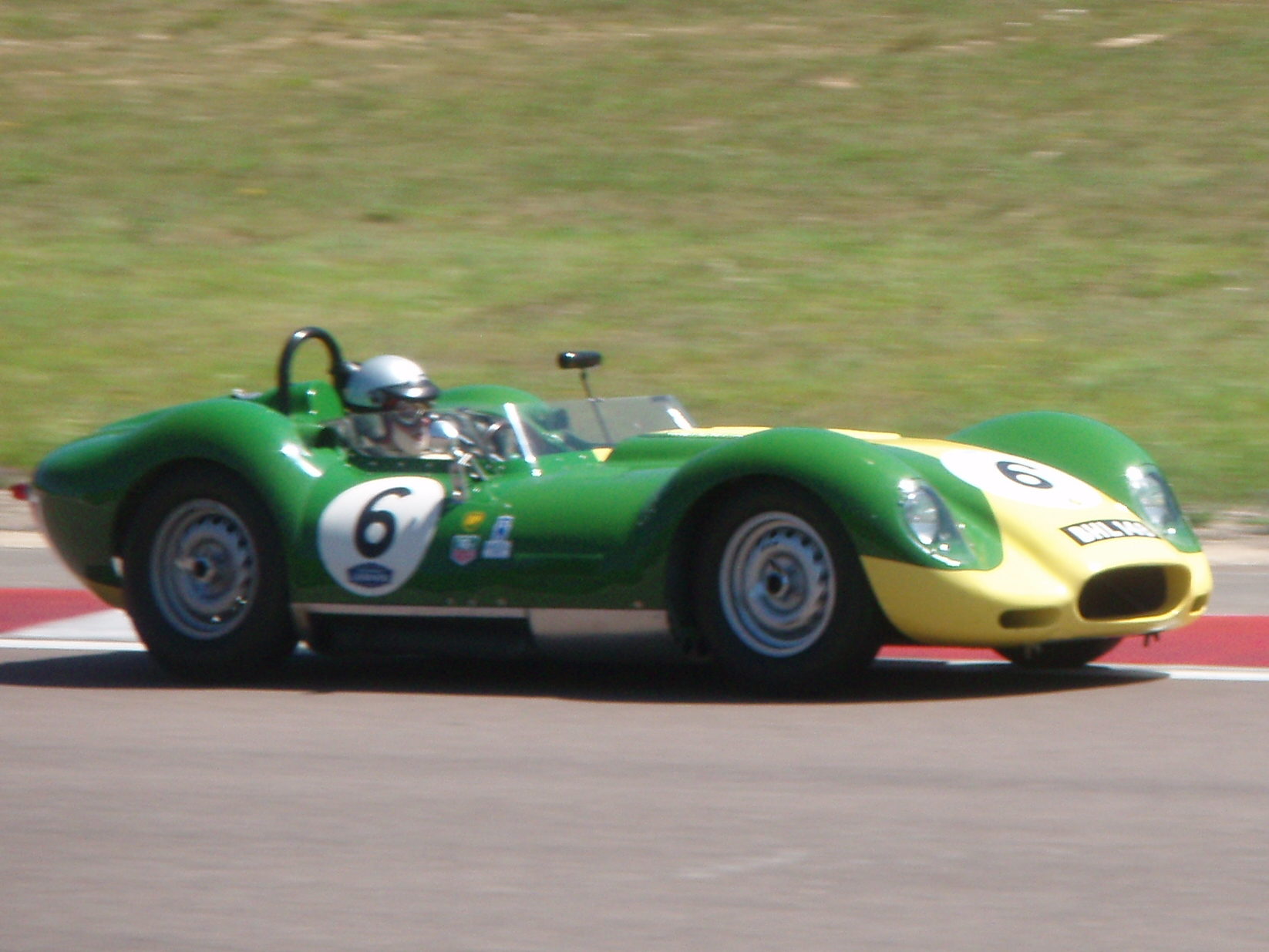
Lister-Chevrolet
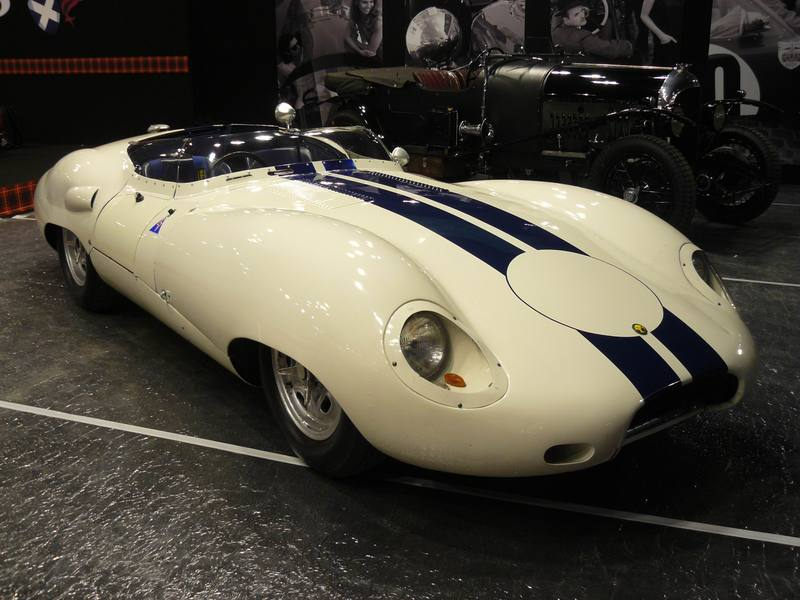
Lister-Costin Jaguar
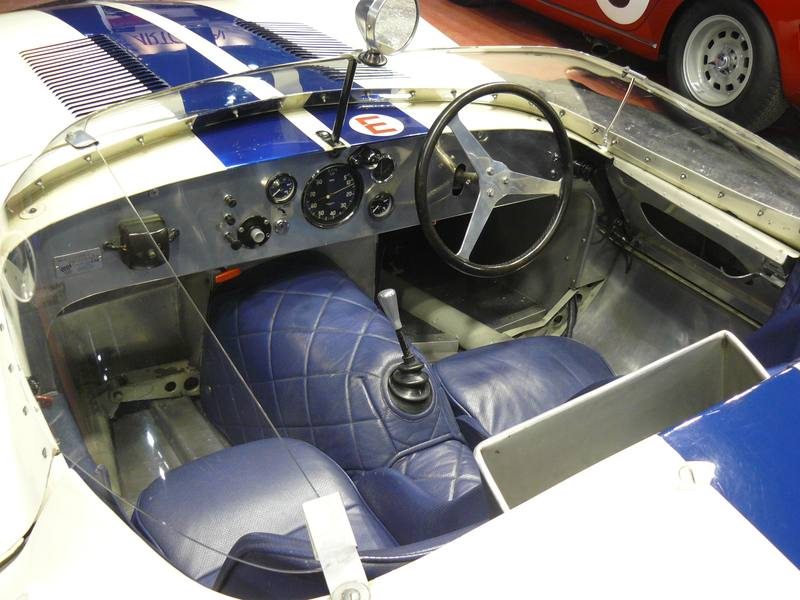
Poste de pilotage de Lister-Costin Jaguar

## Lister Cars
Lister est recréé en 1986 sous le nom de Lister Cars, entreprise basée à Leatherhead (Surrey), qui produit en petite série des Jaguar XJS modifiées.
Le succès conduit la compagnie à lancer en 1993 la Lister Storm, un modèle équipé d'un Moteur V12 Jaguar. La compagnie a repris des couleurs et on peut de nouveau voir des Listers sur les circuits.
Depuis 2005, l'entreprise produit la Lister Storm LMP, sport-prototype équipé d'un moteur V8 Chevrolet et destinée à courir en Le Mans Series.

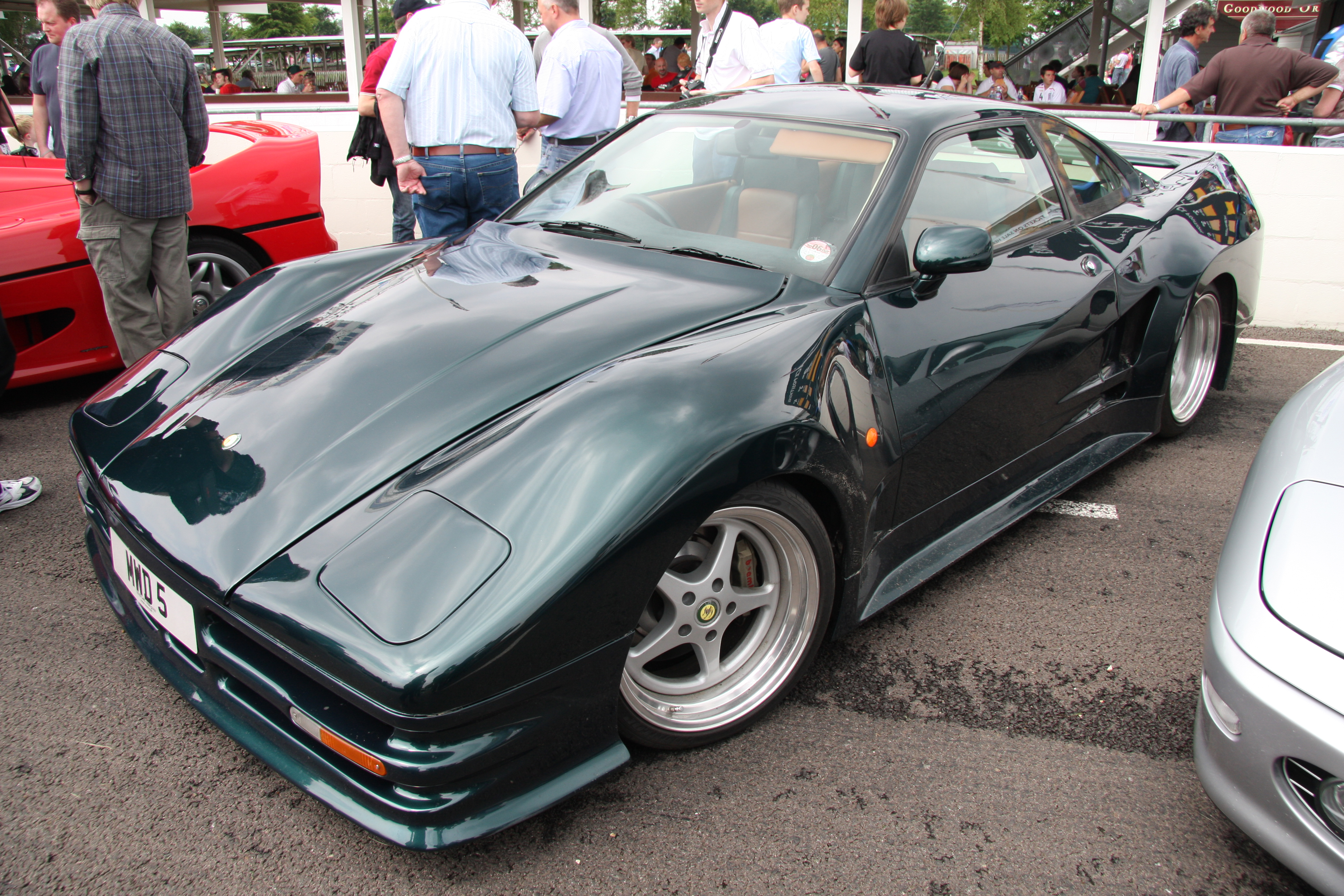
Lister Storm de route
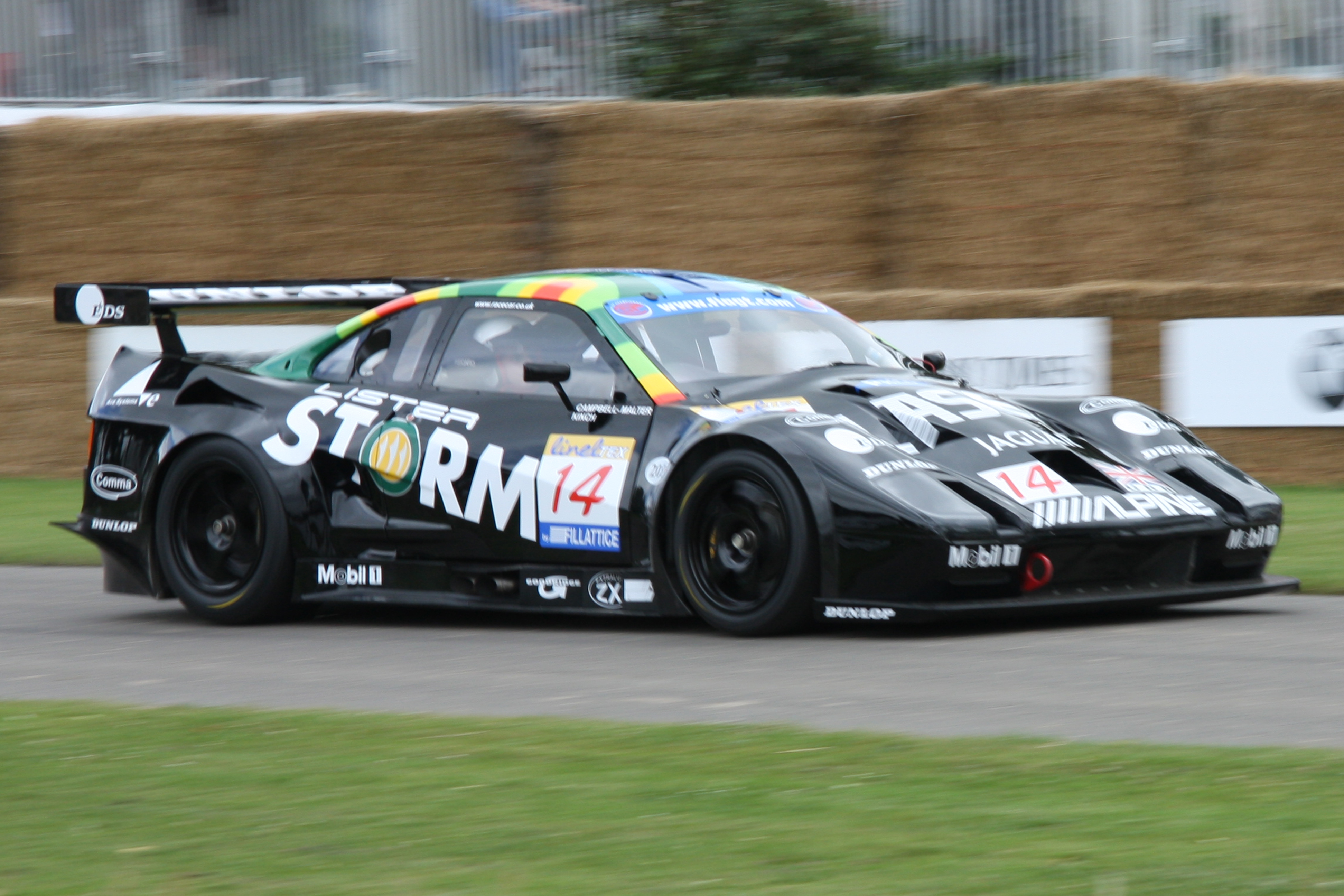
Lister Storm de course
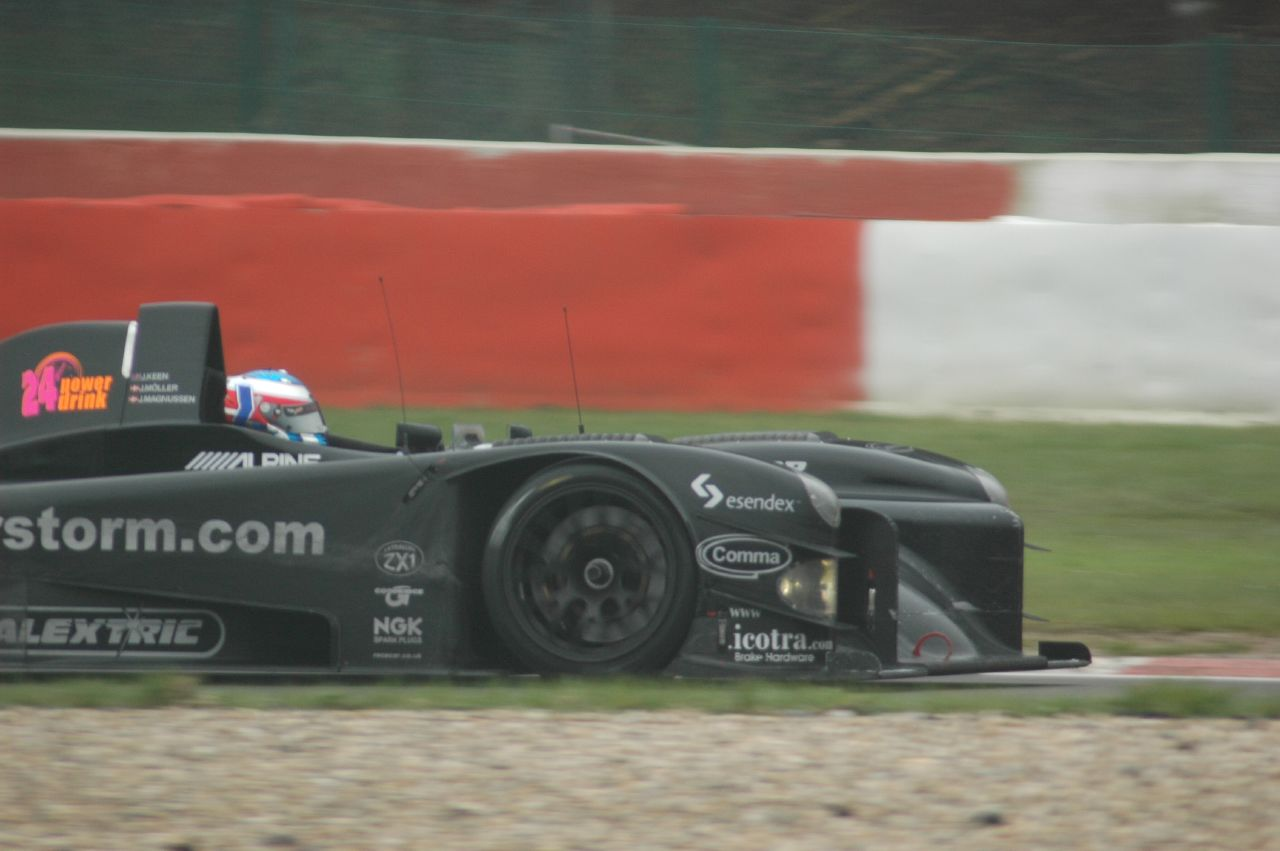
Lister Storm LMP

L’entreprise reprend la production de la Lister-Jaguar Knobbly, commercialisée en version course pour 300 000 livres sterling ; depuis 2019, une version homologuée pour un usage routier au Royaume-Uni est également proposée pour 15 000 livres de plus.